# شیرهای نگهبان چینی

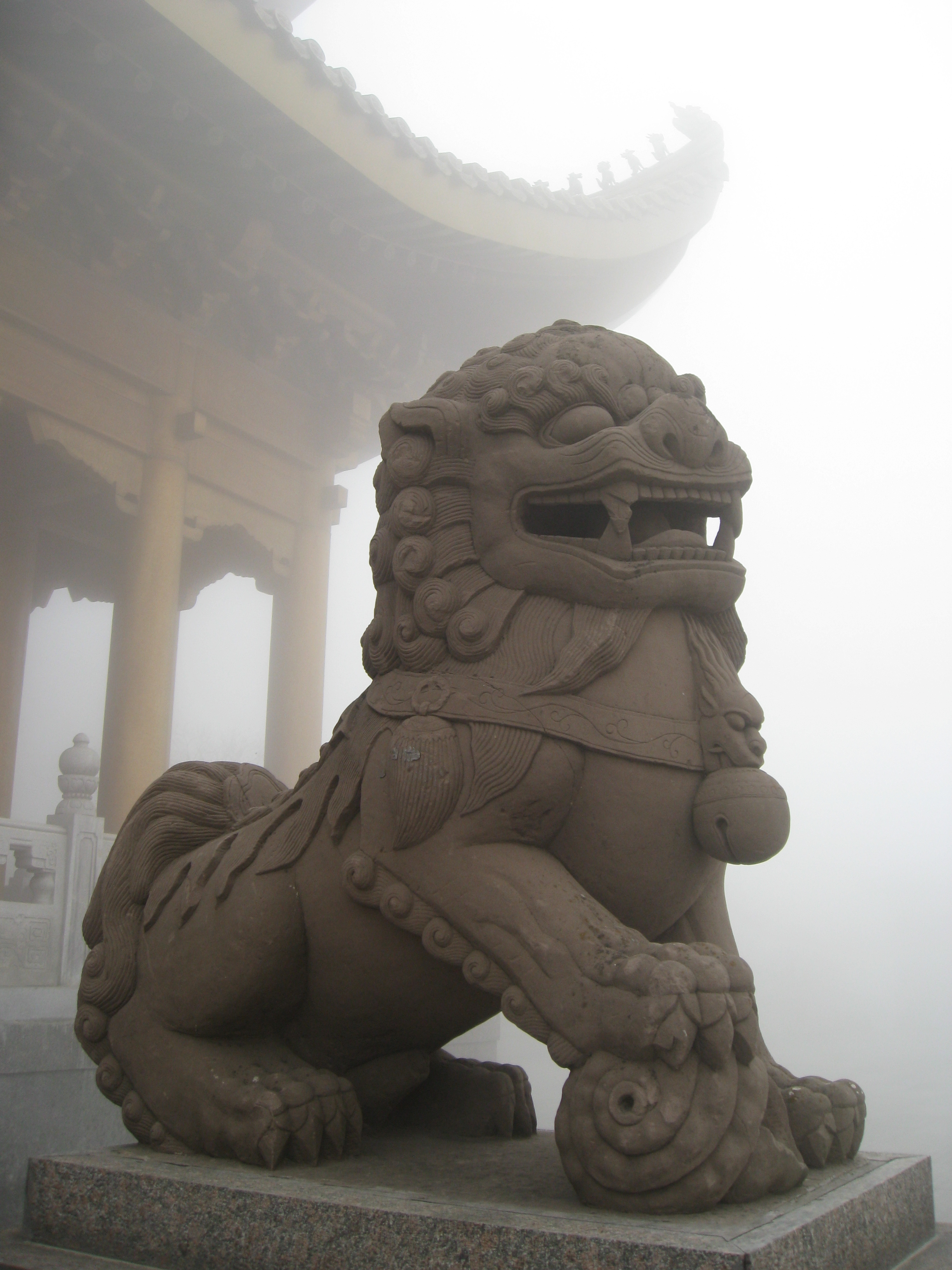
تندیسی از یک شیر محافظ که رو به کوهستان امی، چین، دارد.

شیرهای نگهبان چینی (به چینی: 石獅 و پین‌یین: shíshī) که به نام‌های شیر سنگی یا شیر نگهبان پادشاهی شناخته می‌شوند، نمادهایی از شیرهای ایرانی در دوران‌های پیشانوین چین بوده‌اند. آن‌ها به صورت سنتی در جلوی کاخ‌های پادشاهی، آرامگاه‌های پادشاهی، دفاتر دولتی، معبدها، و خانه‌های مقامات بلندپایه و ثروت‌مندان از دودمان هان (۲۰۶ پیش از میلاد تا ۲۲۰ میلادی) به بعد گذاشته می‌شدند و باور اسطوره‌ای بر این بود که آن‌ها ویژگی‌های محافظتی قوی داشتند. جفت‌هایی از شیرهای محافظ هنوز نیز نمادهای تزئینی در جلوی ورودی رستوران‌ها، هتل‌ها، سوپرمارکت‌ها، و دیگر مکان‌های پر رفت‌وآمد چین هستند. در دیگر مناطقی از جهان نیز که چینی‌های مهاجر تجمع یافته‌اند، شیرهای محافظ در مناطقی چون محله چینی‌ها به چشم می‌خورند.
این شیرها همواره به صورت جفت و دوتایی ساخته می‌شوند؛ شیر نر پنجه‌ای بر روی جهان دارد و ماده توله شیر بازیگوشی بر پشت خود حمل می‌کند. از این شیرها در بسیاری از سفال‌های چینی و بازآفرینی‌های هنری غربیان استفاده شده‌است.

## نگارخانه

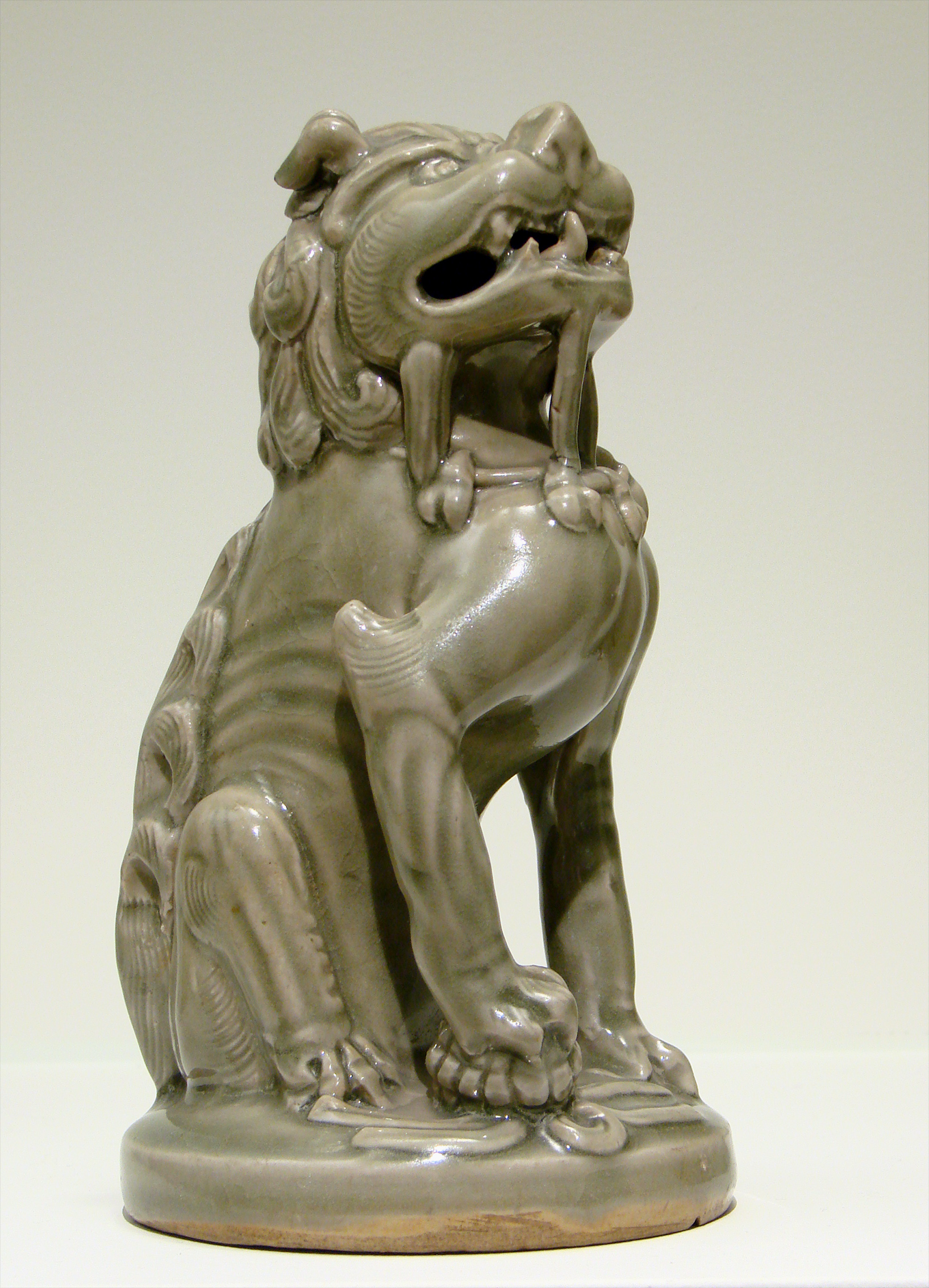
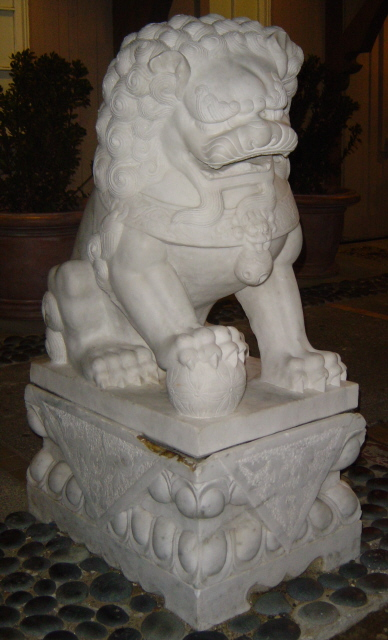
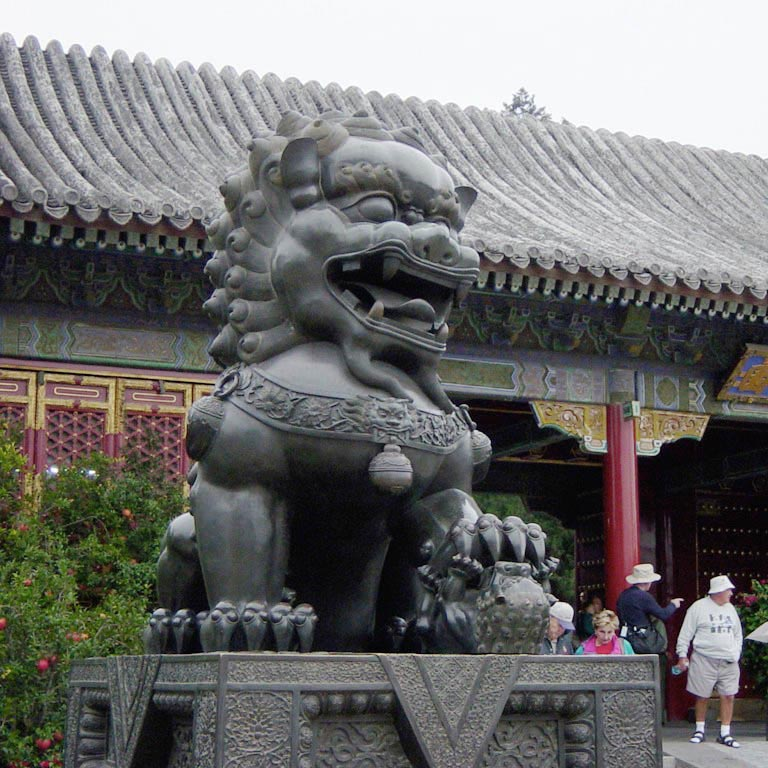
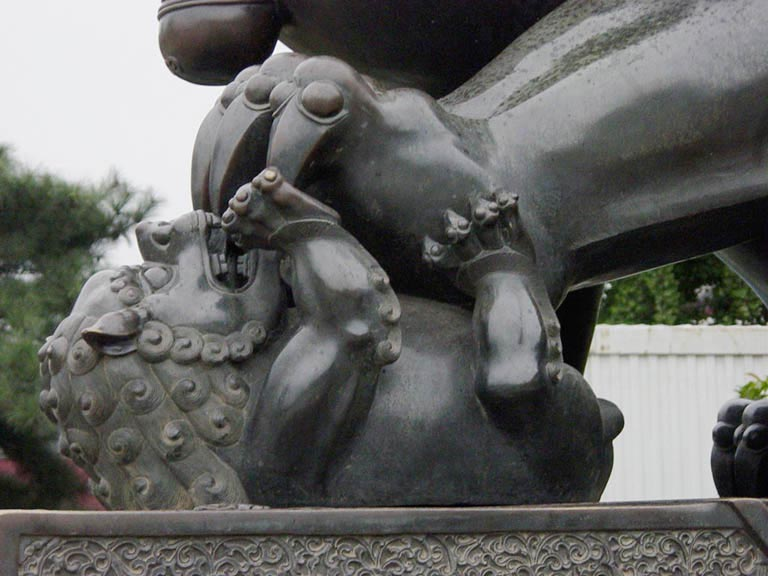
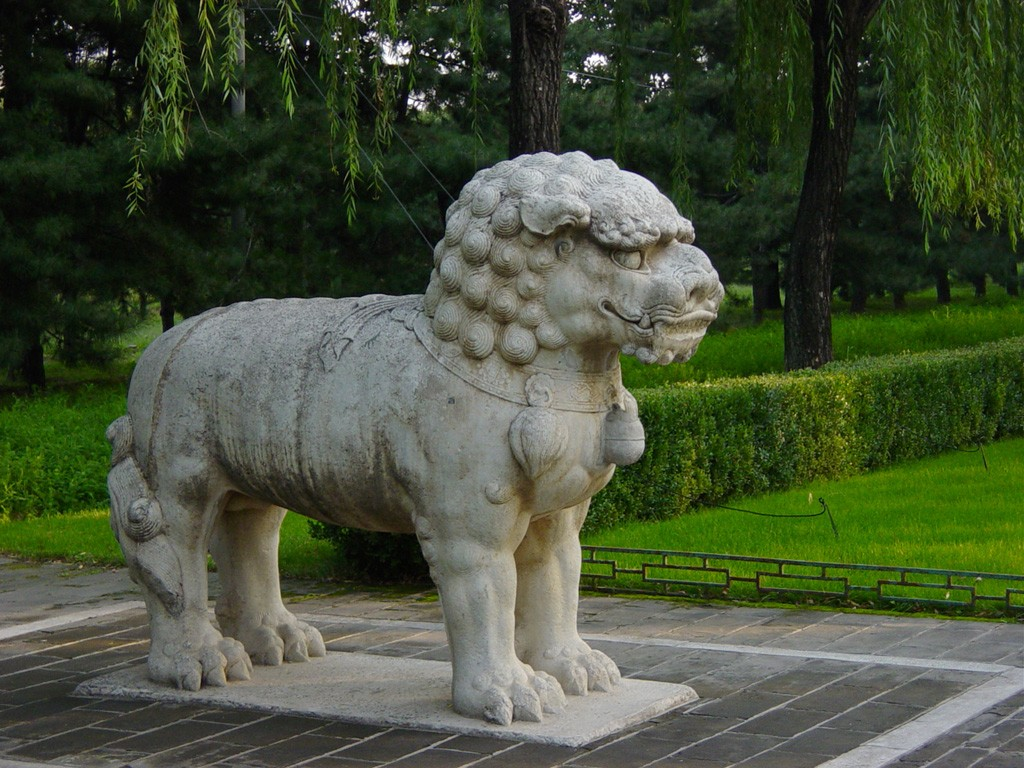
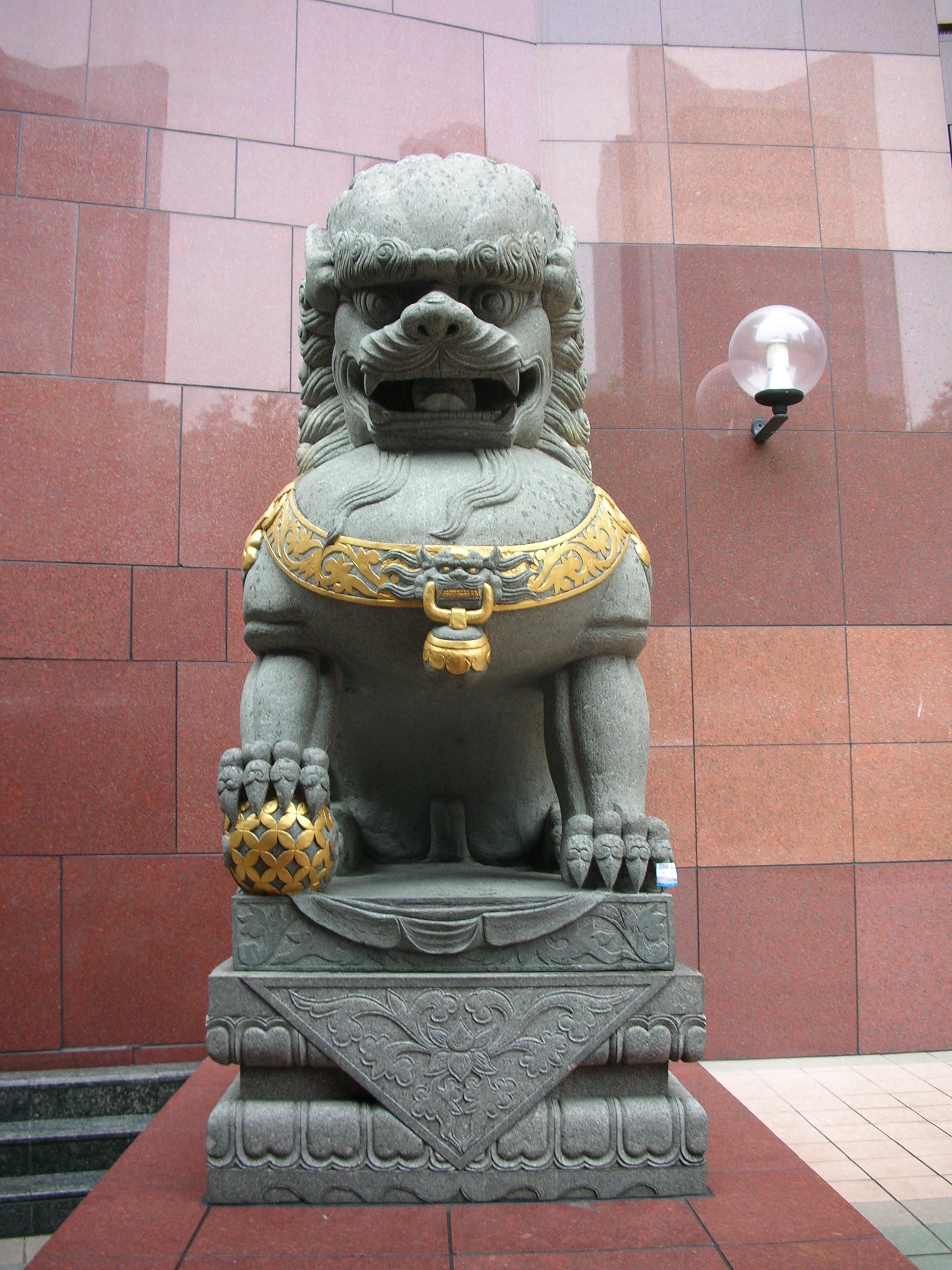
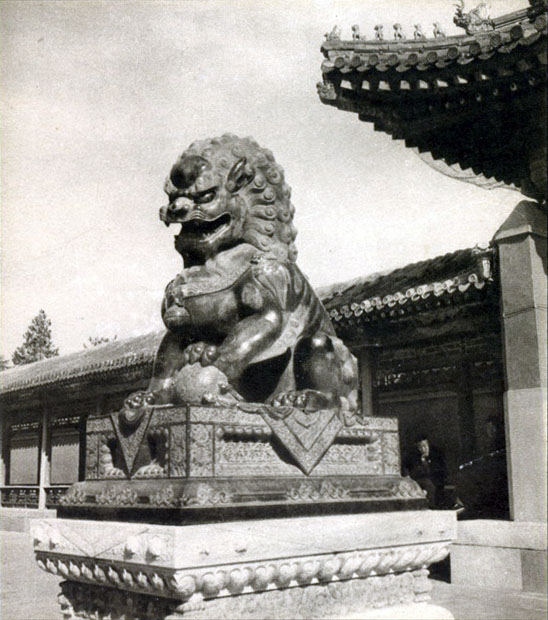
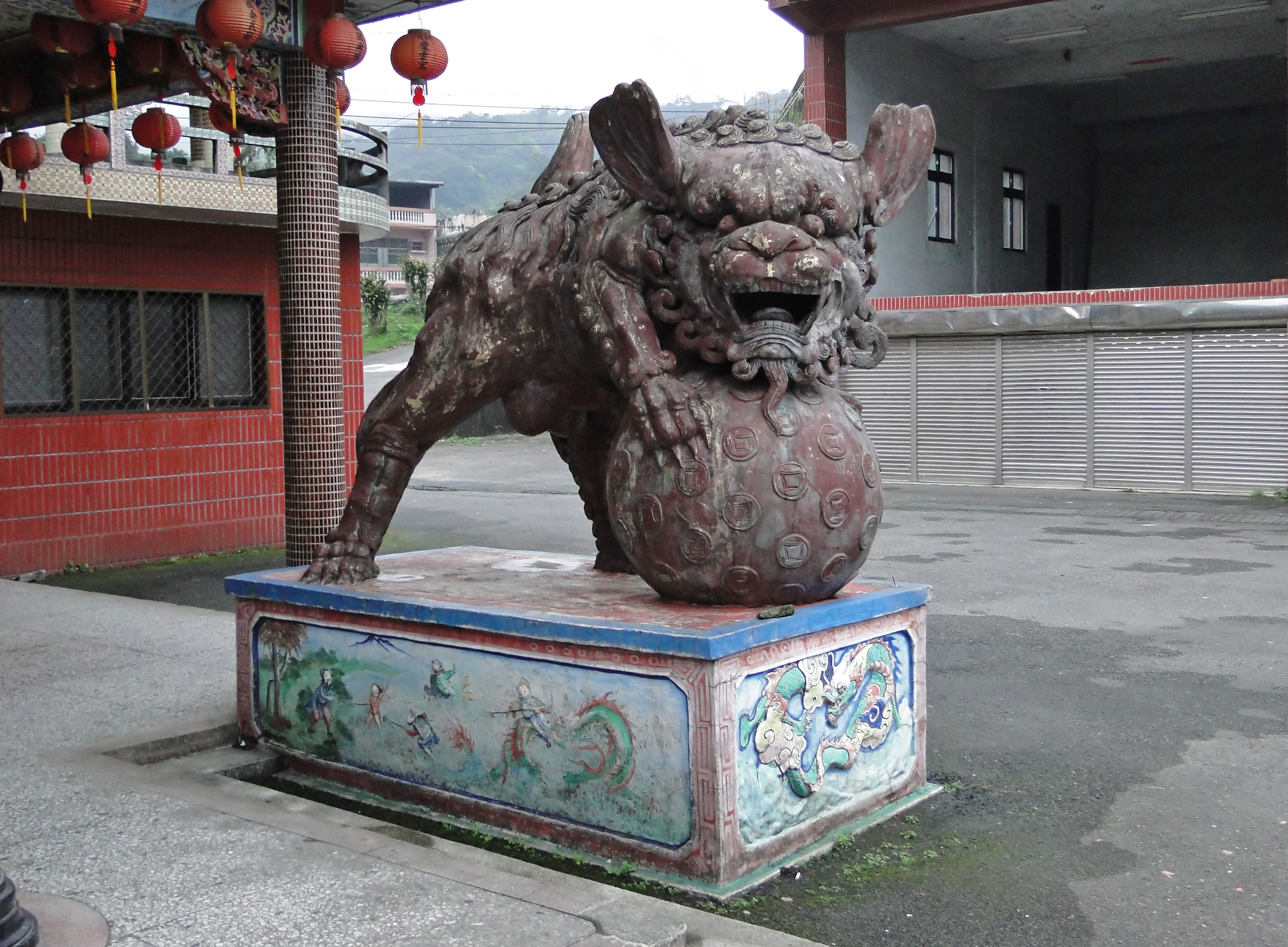
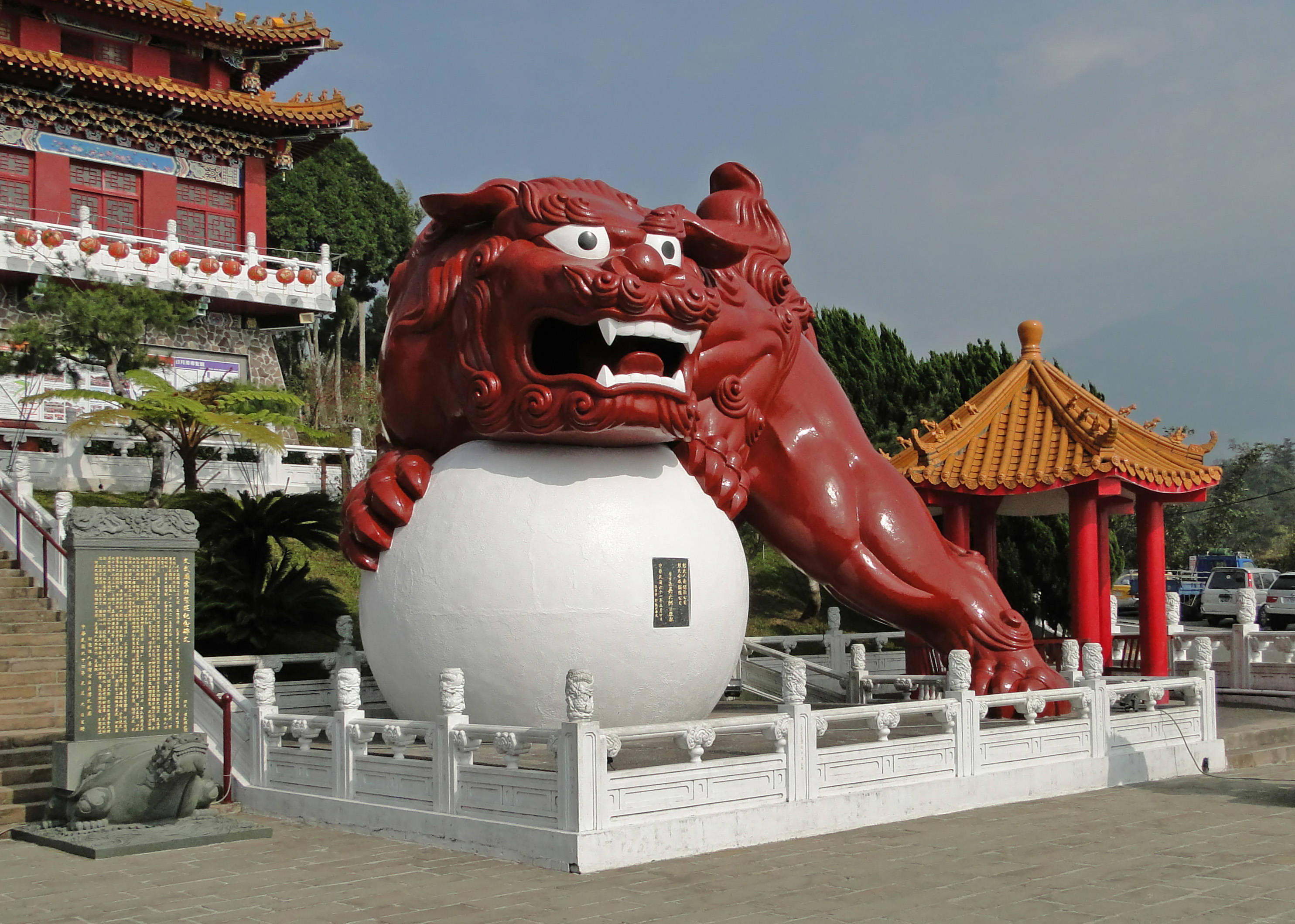
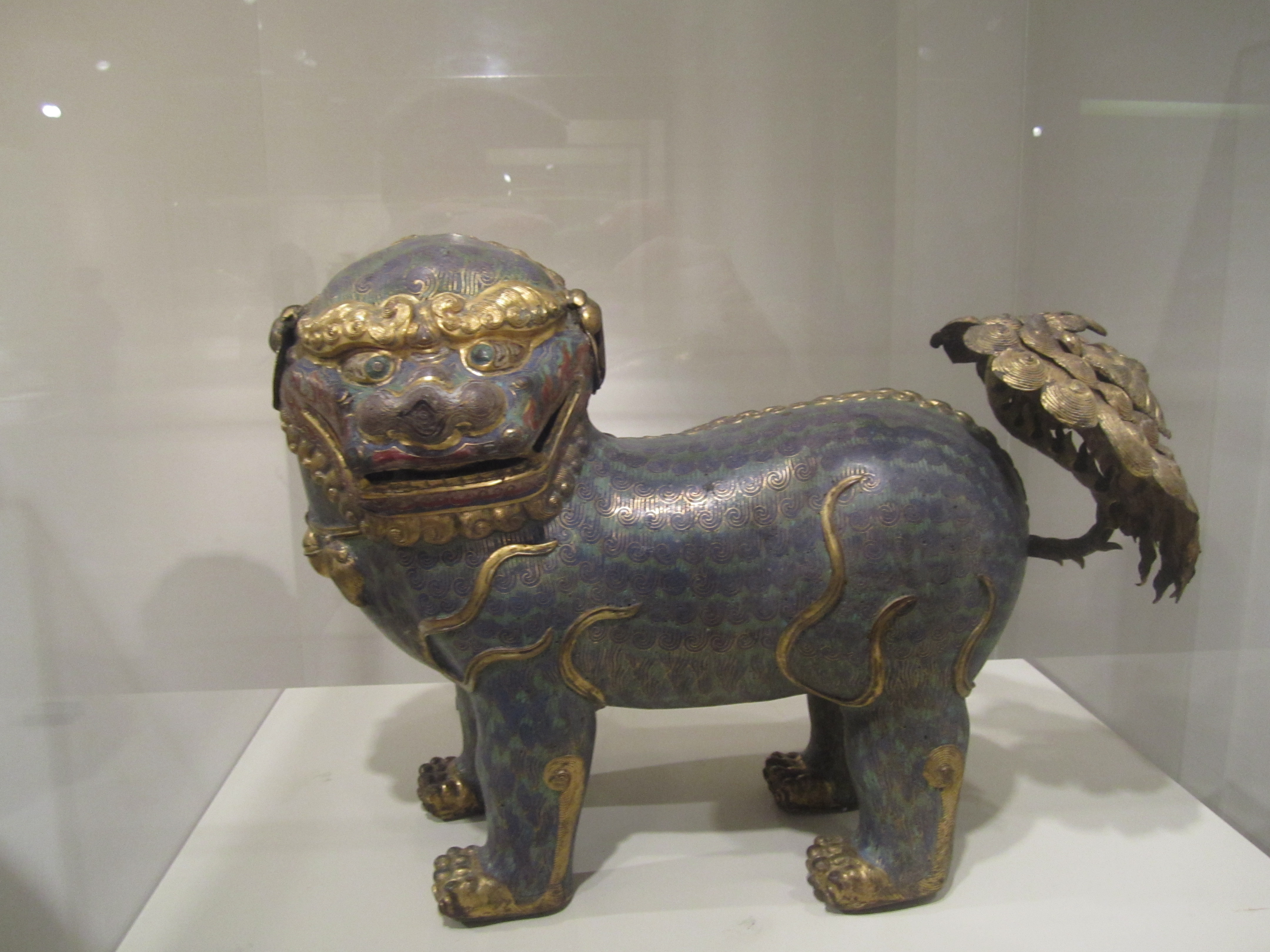